# Los Legendarios
Los Legendarios es un dúo de DJ y productores puertorriqueños, conformado por Marcos Ramírez y Víctor R. Torres. Hicieron su debut como productores en 2008, bajo el nombre Marc & Jaycob, nombre que, en 2009, cambiarían a Los Tranz4Merz. Finalmente en 2014, cambiarían su nombre por Los Legendarios. Han trabajado para artistas como Ozuna, Wisin, Melvin Ayala, y Alex Zurdo.

## Biografía
Marcos Ramírez y Víctor Torres nacieron en San Juan, Puerto Rico. Marcos se crio en Trujillo Alto, mientras que Víctor creció en el municipio de Carolina. 

## Carrera musical

### Inicios como cantantes (2005-2007)
Ambos comenzaron su carrera musical como cantantes de reguetón en el ámbito cristiano. Víctor hizo su debut en 2005, haciendo aparición en el álbum La Verdad de DJ Blaster, bajo el nombre artístico Jaycob (formando parte del dúo Vladimir & Jaycob); mientras que Marcos hizo su debut en 2007, apareciendo en el álbum The Elite de God's Crew Records y T-Tanic Music, bajo el nombre artístico Marc (formando parte de Albert y Marc). Para este último disco, ambos grupos se unirían para hacer un tema introductorio «Mensajeros», allí se conocen y comienzan a colaborar en nuevos proyectos.

### Comienzos como productores musicales (2008 - 2013)
En 2008, comienzan su carrera artística como productores musicales. Marc produciría, en conjunto con Mind Dwella, la canción «Reventando bocinas» de Jaydan y Víctor produciría, también para Jaydan, las canciones «Buscando» y «Una vez más». Víctor comenzaría a dejar el canto, mientras que Marc preparaba, en conjunto con Albert, el álbum Los Intocables, además de seguir participando juntos en otras producciones como Los Violentos 2 y United Kingdom 2 de Manny Montes, y Visión del Reino de DJ Blaster.
Con el seudónimo Los Tranz4Merz, comenzaron a trabajar en varios álbumes de música urbana fuera del ámbito cristiano, con Linares El Elegido, Carnal, Stebani Cruz, Johnny Prez y Obie Bermúdez, al tiempo que culminaban proyectos de artistas de música cristiana como Mañana es hoy y De la A a la Z de Alex Zurdo, Corazón abierto de Manny Montes y En tu presencia de Samitto & Esabdiel. En 2013, se registró el último lanzamiento de Marc como intérprete para el sencillo «Sobrenatural» de Kaldtronik y Los De La Fórmula Dúos junto a Daniel & Onix, Yariel & Omy, Samitto & Esabdiel, separándose posteriormente de Albert como dueto, y dedicándose de lleno a la producción musical.

### Cambio de nombre a «Los Legedarios» (2014 - 2019)
En abril de 2014, firman oficialmente un contrato con Wisin y La Base Music Group, para la producción del álbum Los Vaqueros 3: La Trilogía (2015), así lo anunció por su cuenta de Twitter. Allí cambian su nombre a Los Legendarios. De este álbum, surge el tema «Nota de amor», que contó con la presencia de Carlos Vives y Daddy Yankee, mientras que su producción fue llevada a cabo por Marc y Rafy.
Ya como Los Legendarios, en 2016 lanzaron dos EP producidos exclusivamente por ellos, llamados Tranz4Mando el Universo, haciendo alusión a su nombre artístico anterior y trabajando con artistas cristianos, como Indiomar y Triple Seven, participando además, en las producciones de Michael Pratts, Funky, Musiko, Ivan 2Filoz y Omy Alka.
En el álbum Victory (2017), son partícipes de la composición del tema «Escápate conmigo», el cual fue nominado a los Billboard Music Awards 2018 en la categoría Canción Top Latina, combinación que se repitió luego en el tema «Quisiera alejarme» del mismo álbum. Más tarde, el dúo participaría en la producción del tema «Me niego» del grupo mexicano Reik, contando con las voces de Ozuna y Wisin, canción que recibió 5 Premios Lo Nuestro, Canción Latin Pop del Año en los premios Billboard de la música latina edición 2019 y la certificación de Diamante entregada por la organización Recording Industry Association of America (RIAA) de Estados Unidos. Para ese mismo álbum, «Ahora», trabajaron el tema «Duele», esta vez con Wisin & Yandel.
En 2019, con el tema «Si me das tu amor» de Carlos Vives y Wisin, obtienen el galardón de Colaboración del Año Tropical en los Premios Lo Nuestro. En los años siguientes, han producido temas que se han ubicado en diversas listas de Billboard con artistas como Chyno y Nacho, Bad Bunny, Timbaland, Olga Tañón, Ángel y Khriz, CNCO, Diego Torres, Ricky Martin, Carlos Vives, Zion & Lennox y Carlos Arroyo.

### Álbum debut:Los Legendarios 001(2020 - actualidad)
En junio de 2020, Wisin lanzó un video llamado "La Base Documental", donde expresa que estarán trabajando en varios proyectos de talentos nuevos, incluyendo el álbum de los Legendarios, el cual incluirá a dos nuevos artistas, Chris Andrew y Adbiel "AB", además de Reik, Miky Woodz, Ozuna, Rauw Alejandro, Black Eyed Peas y el propio Wisin. En el sencillo «Enemigos ocultos», Marc & Rafy aparecen detrás de Wisin en el vídeo oficial del tema mientras este interpreta su verso.
En 2021, lanzan bajo el sello de Wisin, La Base Music Group, su primer álbum llamado Los Legendarios 001, donde el sencillo «Mi niña» obtuvo una certificación RIAA, y «Fiel» logró ser Doble Platino en varios países. El álbum debutó en la posición 26 en la lista Billboard, Top Latin Albums. Junto a los puertorriqueños Wisin, Jhay Cortez y Ozuna, Los Legendarios lanzaron el sencillo «Emoji de corazones», un tema de reguetón acompañado de video musical, según un comunicado divulgado por la discográfica Sony Music. Ese mismo año, en la ceremonia de los Premios Billboard 2021, estuvieron nominados en dos categorías, logrando a la postre, el galardón a Artista Latin Rhythm del Año, Dúo o Grupo.
En 2022, recibieron tres nominaciones en Premios Juventud por «Fiel», «Emoji de corazones» y como "Mejores beatmakers". Ese mismo año llegaría Multimillo Vol. 1, con el sencillo «Tiempo» de Wisin y Natti Natasha, para promocionar este proyecto colaborativo compuesto por 13 temas y con la participación de Alejo, Camilo, Chencho Corleone, Jhay Cortez, Luis Fonsi, Ozuna y Yandel.

## Discografía

### Álbumes de estudio
- 2021: Los Legendarios 001[50]
- 2022: Multimillo Vol. 1 (junto a Wisin)[51]

#### Tranz4Mando El Universo
- 2015: Serie T7 (Triple Seven)[52]
- 2016: Pre-Nexus (Indiomar)[53]

## Premios y reconocimientos
- 2019: Colaboración del Año Tropical Premios Lo Nuestro
- 2021: Artista “Latin Rhythm” del Año, Dúo o Grupo - Premios Billboard
- 2021: YEAR-END CHARTS / Top New Latin Artists - Posición #3 - Billboard
- 2021: YEAR-END CHARTS / Top Latin Artists – Duo/Group - Posición #3 - Billboard[54]

## Créditos como compositores y productores
Marcos y Víctor han trabajado en varias producciones, bajo el nombre de Marc & Jaycob (2008), Los Tranz4Merz (2009-2013),  y recientemente, de Los Legendarios (2014-actualidad), siendo su mayoría, producciones cristianas con los primeros seudónimos.
| Año  | Título                                                                                            | Artista                  | Álbum                                                               | Coproductor/ productor | Coescritor/ escritor |
| ---- | ------------------------------------------------------------------------------------------------- | ------------------------ | ------------------------------------------------------------------- | ---------------------- | -------------------- |
| 2008 | «Reventando bocinas»                                                                              | Jaydan                   | Alianza Divina Vol. 1                                               | Sí                     |                      |
| 2008 | «Buscando»                                                                                        | Jaydan                   | Travy Joe presenta: Guerreros del Reino                             | Sí                     |                      |
| 2008 | «Una vez más»                                                                                     | Jaydan                   | Alianza Divina Vol. 2                                               | Sí                     |                      |
| 2008 | «Así vivimos» (con Stydel, Otoniel, Fen-X, Manny el Agresivo)                                     | Jaydan                   | Alianza Divina Vol. 2                                               | Sí                     |                      |
| 2009 | «Nace»                                                                                            | Ivan 2Filoz              | Nace                                                                | Sí                     |                      |
| 2009 | «Suenan los panderos»                                                                             | Ivan 2Filoz              | Nace                                                                | Sí                     |                      |
| 2010 | «Intro»                                                                                           | Jaydan                   | Jaydan, Willito y DJ Blaster presentan: El Cuadrilatero "Round One" | Sí                     |                      |
| 2010 | «Dale Play»                                                                                       | Jaydan                   | Jaydan, Willito y DJ Blaster presentan: El Cuadrilatero "Round One" | Sí                     |                      |
| 2010 | «Único»                                                                                           | Jaydan                   | Jaydan, Willito y DJ Blaster presentan: El Cuadrilatero "Round One" | Sí                     |                      |
| 2010 | «Dale Play (Remix)» (con Baby Nory, 2BLEJ, Daniel & Onix, Leo El Poeta y Stydel)                  | Jaydan                   | Jaydan, Willito y DJ Blaster presentan: El Cuadrilatero "Round One" | Sí                     |                      |
| 2010 | «Realidades»                                                                                      | Stydel                   | Jaydan, Willito y DJ Blaster presentan: El Cuadrilatero "Round One" | Sí                     |                      |
| 2010 | «Sueño de morir»                                                                                  | Indiomar                 | Jaydan, Willito y DJ Blaster presentan: El Cuadrilatero "Round One" | Sí                     |                      |
| 2010 | «Sangre» (con Daniel Calveti)                                                                     | Melvin Ayala             | La Diferencia                                                       | Sí                     |                      |
| 2011 | «Control», «Que no pare»                                                                          | Albert & Marc            | Sin álbum                                                           | Sí                     | Sí                   |
| 2011 | «Un abrazo»                                                                                       | Leo El Poeta             | Sin álbum                                                           | Sí                     |                      |
| 2011 | «Me di cuenta», «Candela», «Tal como soy», «Peligro»                                              | Stebani Cruz             | Sin álbum                                                           | Sí                     |                      |
| 2012 | «Nadie me quita el gozo» (con Manny Montes)                                                       | Jaydan                   | Conquista sinérgica                                                 | Sí                     |                      |
| 2012 | En tu presencia (álbum completo)                                                                  | Samitto & Esabdiel       | En tu presencia                                                     | Sí                     |                      |
| 2012 | «Lo de nosotros»                                                                                  | Obie Bermúdez            | Sin álbum                                                           | Sí                     |                      |
| 2012 | «Presión de Grupo», «Nadie como tú»                                                               | Alex Zurdo               | Mañana es hoy                                                       | Sí                     |                      |
| 2012 | «Fluye» (con Esperanza de Vida)                                                                   | Manny Montes             | Corazón abierto                                                     | Sí                     |                      |
| 2012 | Tha Prez EP (álbum completo)                                                                      | Johnny Prez & Pedro Prez | Tha Prez EP                                                         | Sí                     |                      |
| 2012 | «Navidad es una fiesta» (con El Bima, Samitto & Esabdiel)                                         | Michael Pratts           | La Unión                                                            | Sí                     |                      |
| 2013 | «Nadie como tú»                                                                                   | Samitto & Esabdiel       | Manny Montes presenta: UK 2: A La Reconquista                       | Sí                     |                      |
| 2013 | «No te limites»                                                                                   | Alwin Vazquez            | Manny Montes presenta: UK 2: A La Reconquista                       | Sí                     |                      |
| 2013 | «Yo iré»                                                                                          | Albert & Marc            | Manny Montes presenta: UK 2: A La Reconquista                       | Sí                     | Sí                   |
| 2013 | «La Unión» (con Michael Pratts, Indiomar, Jaydan, Samitto & Esabdiel, Jaydan, Albert & Marc)      | Manny Montes             | Manny Montes presenta: UK 2: A La Reconquista                       | Sí                     | Sí                   |
| 2013 | «Me gozaré»                                                                                       | Indiomar                 | En Ascenso                                                          | Sí                     |                      |
| 2013 | «Nuevo ADN» (con Luel)                                                                            | Indiomar                 | En Ascenso                                                          | Sí                     |                      |
| 2013 | «Sustento» (con con Manny Montes)                                                                 | Indiomar                 | En Ascenso                                                          | Sí                     |                      |
| 2013 | «Quise correr» (con Samitto & Esabdiel)                                                           | Albert & Marc            | DJ Blaster & T-Tanic Music presentan: Visión del Reino              | Sí                     | Sí                   |
| 2013 | «Navidad es una fiesta (Remix)» (con Divino, Esabdiel y Manny Montes)                             | Michael Pratts           | Conteo Regresivo                                                    | Sí                     |                      |
| 2013 | Llegó el tiempo (álbum completo)                                                                  | Alwin Vazquez            | Llegó El Tiempo                                                     | Sí                     |                      |
| 2014 | «Te amo»                                                                                          | Alex Zurdo               | De la A a la Z                                                      | Sí                     |                      |
| 2014 | «Que mi música suene (Remix)» (con Michael Pratts, Yariel & Omy)                                  | Indiomar                 | Sin álbum                                                           | Sí                     |                      |
| 2014 | «Tortura» (con Don Chezina, Trébol Clan, Big Yamo y Pedro Prez)                                   | Zindel                   | Sin álbum                                                           | Sí                     |                      |
| 2015 | «Noche de cambio» (con Indiomar, Jay Kalyl y Rolo el Oficial)                                     | Michael Pratts           | Sin álbum                                                           | Sí                     |                      |
| 2015 | U.F.O.: Una Fusión Óptica (algunos temas)                                                         | Michael Pratts           | U.F.O.: Una Fusión Óptica                                           | Sí                     |                      |
| 2015 | «Que se sienta el deseo» (con Ricky Martin)                                                       | Wisin                    | Los Vaqueros 3: La Trilogía                                         | Sí                     |                      |
| 2015 | «Ahí es que es» (con J Álvarez)                                                                   | Wisin                    | Los Vaqueros 3: La Trilogía                                         | Sí                     |                      |
| 2015 | «Tu libertad» (con Prince Royce)                                                                  | Wisin                    | Los Vaqueros 3: La Trilogía                                         | Sí                     |                      |
| 2015 | «Nota de amor» (con Daddy Yankee y Carlos Vives)                                                  | Wisin                    | Los Vaqueros 3: La Trilogía                                         | Sí                     | Sí                   |
| 2015 | «Caramelo» (con Cosculluela y Franco El Gorila)                                                   | Wisin                    | Los Vaqueros 3: La Trilogía                                         | Sí                     |                      |
| 2015 | «Manso pero no menso», «Sí se puede» (con Alex Zurdo)                                             | Manny Montes             | Línea de Fuego                                                      | Sí                     |                      |
| 2015 | «Se nota en tus ojos», «Cicatriz» (con Musiko)                                                    | Funky                    | Indestructible                                                      | Sí                     |                      |
| 2015 | «SVAE [Si vuelvo a enamorarme]»                                                                   | Indiomar                 | Sin álbum                                                           | Sí                     |                      |
| 2015 | «Me enamoré»                                                                                      | Jay Kalyl                | Pensaba en ti                                                       | Sí                     |                      |
| 2016 | «Mundo Virtual»                                                                                   | Ivan 2Filoz              | Tinta, Sangre y Sentido                                             | Sí                     |                      |
| 2016 | «Mi socorro»                                                                                      | Ivan 2Filoz              | Tinta, Sangre y Sentido                                             | Sí                     |                      |
| 2016 | «Vulnerable» (con Alex Zurdo)                                                                     | Ivan 2Filoz              | Tinta, Sangre y Sentido                                             | Sí                     |                      |
| 2016 | «Cuando caminabas» (con Nixon Cruz Jr.)                                                           | Ivan 2Filoz              | Tinta, Sangre y Sentido                                             | Sí                     |                      |
| 2016 | «SVAE (Remix)» (con Manny Montes y Zetty)                                                         | Indiomar                 | Sin álbum                                                           | Sí                     |                      |
| 2017 | «Que no faltes tu»                                                                                | Melvin Ayala             | Flaming Fire                                                        | Sí                     |                      |
| 2017 | Primera Cita (algunos temas)                                                                      | CNCO                     | Primera Cita                                                        | Sí                     |                      |
| 2017 | «Todo empezó» (con Funky)                                                                         | Musiko                   | Anexo                                                               | Sí                     |                      |
| 2017 | «Quédate conmigo» (con Wisin y Gente de Zona)                                                     | Chyno Miranda            | Cariño Mío                                                          | Sí                     |                      |
| 2017 | «Por ti viviré» (con Indiomar y Michael Pratts)                                                   | Manny Montes             | Amor Real                                                           | Sí                     |                      |
| 2017 | «Falta amor» (con Vaes)                                                                           | Manny Montes             | Amor Real                                                           | Sí                     |                      |
| 2017 | «Una foto al corazón»                                                                             | Alex Zurdo               | AZ Live                                                             | Sí                     |                      |
| 2017 | «Victory»                                                                                         | Wisin                    | Victory                                                             | Sí                     |                      |
| 2017 | «Contra la pared»                                                                                 | Wisin                    | Victory                                                             | Sí                     |                      |
| 2017 | «Muévelo»                                                                                         | Wisin                    | Victory                                                             | Sí                     |                      |
| 2017 | «Quisiera alejarme» (con Ozuna)                                                                   | Wisin                    | Victory                                                             | Sí                     | Sí                   |
| 2017 | «Entramos en calor»                                                                               | Wisin                    | Victory                                                             | Sí                     |                      |
| 2017 | «Hacerte el amor» (con Yandel y Nicky Jam)                                                        | Wisin                    | Victory                                                             | Sí                     |                      |
| 2017 | «Amor radioactivo» (con Mario Domm)                                                               | Wisin                    | Victory                                                             | Sí                     |                      |
| 2017 | «Escápate conmigo» (con Ozuna)                                                                    | Wisin                    | Victory                                                             | Sí                     | Sí                   |
| 2017 | «Escápate conmigo (Trap-Remix)» (con Ozuna, Bad Bunny, De La Ghetto, Arcángel, Noriel y Almighty) | Wisin                    | Victory                                                             | Sí                     |                      |
| 2017 | «Move Your Body» (con Timbaland y Bad Bunny)                                                      | Wisin                    | Victory                                                             | Sí                     |                      |
| 2017 | «Vacaciones»                                                                                      | Wisin                    | Victory                                                             | Sí                     |                      |
| 2017 | «Vacaciones (Remix)» (con Don Omar, Zion & Lennox y Tito El Bambino)                              | Wisin                    | Victory                                                             | Sí                     |                      |
| 2017 | «Así es el amor» (con Wisin)                                                                      | Olga Tañón               | Olga Tañón y Punto                                                  | Sí                     |                      |
| 2017 | «Mía»                                                                                             | Ángel y Khriz            | Sin álbum                                                           | Sí                     |                      |
| 2018 | «Veo, veo»                                                                                        | Wisin & Yandel           | Los Campeones del Pueblo: "The Big Leagues"                         | Sí                     |                      |
| 2018 | «Te dije que iba a pasar»                                                                         | Wisin & Yandel           | Los Campeones del Pueblo: "The Big Leagues"                         | Sí                     |                      |
| 2018 | «Callao» (con Ozuna)                                                                              | Wisin & Yandel           | Los Campeones del Pueblo: "The Big Leagues"                         | Sí                     |                      |
| 2018 | «La Luz» (con Maluma)                                                                             | Wisin & Yandel           | Los Campeones del Pueblo: "The Big Leagues"                         | Sí                     |                      |
| 2018 | «Volver a amar»                                                                                   | Omy Alka                 | Volver a amar                                                       | Sí                     |                      |
| 2018 | «Volver a amar (Remix)» (con Indiomar y Manny Montes)                                             | Omy Alka                 | Volver a amar                                                       | Sí                     |                      |
| 2018 | «Contigo voy» (con Indiomar)                                                                      | Omy Alka                 | Volver a amar                                                       | Sí                     |                      |
| 2018 | «Bendecido Amén»                                                                                  | Omy Alka                 | Volver a amar                                                       | Sí                     |                      |
| 2018 | «Todo a su tiempo»                                                                                | Omy Alka                 | Volver a amar                                                       | Sí                     |                      |
| 2018 | «Que no faltes tú»                                                                                | Melvin Ayala             | Flaming Fire                                                        | Sí                     |                      |
| 2018 | «Promesas» (con Indiomar)                                                                         | Funky                    | Sin álbum                                                           | Sí                     |                      |
| 2018 | «Quiero más» (con Wisin & Yandel)                                                                 | Ozuna                    | Aura                                                                | Sí                     |                      |
| 2018 | «A tiempo»                                                                                        | Indiomar                 | Sin álbum                                                           | Sí                     |                      |
| 2018 | «Alguien robó» (con Nacho y Wisin)                                                                | Sebastián Yatra          | Mantra                                                              | Sí                     |                      |
| 2018 | «Iguales (Remix)» (con Wisin y Lali Espósito)                                                     | Diego Torres             | Sin álbum                                                           | Sí                     | Sí                   |
| 2018 | «Cama vacía»                                                                                      | Tempo                    | Back To The Game                                                    | Sí                     |                      |
| 2018 | «Pégate a la pared» (con Wisin)                                                                   | Tempo                    | Back To The Game                                                    | Sí                     |                      |
| 2018 | «Muévelo (Remix)» (con El Potro Álvarez)                                                          | Wisin                    | Sin álbum                                                           | Sí                     |                      |
| 2018 | «Si tú me llamas»                                                                                 | Indiomar                 | Sin álbum                                                           | Sí                     |                      |
| 2019 | «Me niego» (con Ozuna y Wisin)                                                                    | Reik                     | Ahora                                                               | Sí                     | Sí                   |
| 2019 | «Duele» (con Wisin & Yandel)                                                                      | Reik                     | Ahora                                                               | Sí                     |                      |
| 2019 | «Deseo» (con Wisin)                                                                               | Kevin Roldán             | KrING                                                               | Sí                     |                      |
| 2019 | «Doble play» (con Luis Fonsi y Wisin)                                                             | Nacho                    | Uno                                                                 | Sí                     |                      |
| 2019 | «Si me das tu amor» (con Wisin)                                                                   | Carlos Vives             | Sin álbum                                                           | Sí                     |                      |
| 2020 | «Baila Reggaeton» (con Zion & Lennox)                                                             | Carlos Arroyo            | Sin álbum                                                           | Sí                     |                      |
| 2020 | Algunos temas                                                                                     | Ozuna                    | Enoc                                                                | Sí                     |                      |
| 2020 | «Amanecer contigo»                                                                                | Wisin                    | Los Legendarios 001                                                 | Sí                     |                      |